# Färjestaden
Färjestaden este un oraș în Suedia.

## Demografie
| \| Evoluția demografică a zonei urbane Färjestaden, 1970–2015 \| Evoluția demografică a zonei urbane Färjestaden, 1970–2015 \| Evoluția demografică a zonei urbane Färjestaden, 1970–2015 \| Evoluția demografică a zonei urbane Färjestaden, 1970–2015 \| Evoluția demografică a zonei urbane Färjestaden, 1970–2015 \| \| --------------------------------------------------------------------------------------- \| ---------------------------------------------------------- \| ---------------------------------------------------------- \| ---------------------------------------------------------- \| ---------------------------------------------------------- \| \| An \| \| \| Locuitori \| \| \| 1970 \| 1970 \| \| 1.621 \| 1.621 \| \| 1975 \| 1975 \| \| 2.995 \| 2.995 \| \| 1980 \| 1980 \| \| 3.759 \| 3.759 \| \| 1990 \| 1990 \| \| 4.189 \| 4.189 \| \| 1995 \| 1995 \| \| 4.570 \| 4.570 \| \| 2000 \| 2000 \| \| 4.475 \| 4.475 \| \| 2005 \| 2005 \| \| 4.636 \| 4.636 \| \| 2010 \| 2010 \| \| 5.018 \| 5.018 \| \| 2015 \| 2015 \| \| 5.645 \| 5.645 \| \| Sursa: SCB - Statistika Centralbyrån, Folkmängden per tätort. Vart femte år 1960 - 2016 \| \| \| \| \| |      |  |           |       |
| Evoluția demografică a zonei urbane Färjestaden, 1970–2015 |      |  |           |       |
| An |      |  | Locuitori |       |
| 1970 | 1970 |  | 1.621     | 1.621 |
| 1975 | 1975 |  | 2.995     | 2.995 |
| 1980 | 1980 |  | 3.759     | 3.759 |
| 1990 | 1990 |  | 4.189     | 4.189 |
| 1995 | 1995 |  | 4.570     | 4.570 |
| 2000 | 2000 |  | 4.475     | 4.475 |
| 2005 | 2005 |  | 4.636     | 4.636 |
| 2010 | 2010 |  | 5.018     | 5.018 |
| 2015 | 2015 |  | 5.645     | 5.645 |
| Sursa: SCB - Statistika Centralbyrån, Folkmängden per tätort. Vart femte år 1960 - 2016 |      |  |           |       |